# Long Island
|  | Per a altres significats, vegeu «Long Island (desambiguació)». |

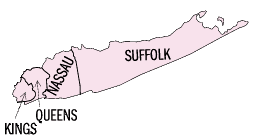
Els comtats de Long Island.

Long Island és una illa de l'estat de Nova York. L'illa té una forma allargada amb 190 km de longitud i entre 19 i 32 km d'amplada, amb una extensió total de 3.567 km² (1.377 milles quadrades). És l'illa més gran de la part continental dels Estats Units. L'illa conté dos districtes de la Ciutat de Nova York, Brooklyn i Queens, al costat oest. A l'altre costat de l'illa es troben els comtats de Nassau i Suffolk.

## Geografia i clima
L'illa es troba separada de Connecticut i Rhode Island pel Long Island Sound. Al sud es troben les badies Great South Bay, South Oyster Bay i Jamaica Bay, que són realment llacunes protegides de l'oceà Atlàntic per una cadena d'estretes illes.
Per l'oest, l'East River separa Long Island de Manhattan i del Bronx, mentre que les aigües de la Upper New York Bay la separen de l'Staten Island i de Nova Jersey.
Long Island té estius calents i humits i hiverns freds. La neu hi cau cada hivern i en molts hiverns una o més intenses tempestes, anomenades Nor'easaters, que produïxen torbs que porten nevades d'entre 30 i 60 centímetres i de vents de la força huracà.

## Demografia
En dades del cens de 2000 dels Estats Units, la població total dels quatre comtats de Long Island era de 7.448.618 habitants. La porció del cens de la Ciutat de Nova York era de 4.694.705 (2.465.326 residents a Brooklyn i 2.229.379 a Queens), mentre que la població combinada dels comtats de Nassau i de Suffolk era de 2.753.913 persones.
Long Island té una presència italoamericana substancial, el 28,8% de la població de Suffolk i el 23,9% de Nassau, en dades del cens de 2000. Pel que fa als afroamericans, representen el 38,1% dels residents del comtat de Kings, el 21,8% de Queens i menys del 10% dels residents de Nassau i de Suffolk.

## Comunicacions
Long Island es troba comunicada amb Manhattan i el Bronx per nombrosos ponts i túnels, mentre que el pont penjant Verrazano-Narrows Bridge la uneix amb Staten Island. L'illa també disposa de dos importants aeroports situats a Queens, l'aeroport Internacional John F. Kennedy i l'aeroport de LaGuardia.